# Джаркентский уезд
Джаркентский уезд — административная единица в составе Семиреченской и Джетысуйской областей и Джетысуйской губернии, существовавшая в 1882—1928 годах. Центр — город Джаркент.

## Административное деление
В 1924 году в Джаркентский уезд входили 8 волостей:
- Актогайская (центр — с. Джаланаш)
- Баянкольская (центр — с. Нарынкол)
- Беркетменская (центр — с. Беркетмень)
- Интифакская (центр — ст. Подгорненская)
- Конур-Уленская (центр — ст. Конур-Уленская)
- Тортыльская (центр — г. Джаркент)
- Тузкульская (центр — мест. Карасаз)
- Усекская (центр — ст. Косташ)

17 февраля 1926 года Усекская волость была переименована в Ходжаиновскую. В том же году центр волости был перенесён в село Фрунзевку (ранее — Коктал). Однако 14 июля 1926 года волость вновь стала называться Усекской. В августе 1927 года Усекская волость была включена в состав Береклинской. Тогда же были созданы Актамская (центр — с. Актам), Берекелинская (центр — кишлак Кызыл-Эспе) и Хоргосская (центр — с. Хоргос) волости. Одновременно Баян-Кольская волость была присоединена к Тузкульской.

## История
Джаркентский уезд в составе Семиреченской области был образован в 1882 году. В 1922 году Семиреченская область была переименована в Джетысуйскую область, а в 1924 — в Джетысуйскую губернию. 17 января 1928 года Джаркентский уезд был упразднён, а его территория отошла к Алма-Атинскому округу.

## Население
По данным переписи 1897 года в уезде проживало 122 636 человек. В том числе уйгуры - 60%, казахи — 35,4%,русские — 4,6 %, . В городе Джаркенте проживало 16 094 человека.